# Taihojutsu
Taihojutsu (em japonês:  逮捕術, "técnica de captura") é uma disciplina marcial que sintetiza diversas artes marciais, criada com o objetivo específico de atender às necessidades das forças de segurança japonesas, como um método de promover a captura de criminosos e outras pessoas, já durante o Japão feudal. Em princípio, foram compiladas técnicas de jujutsu e kenjutsu.
Contudo, após a Segunda Guerra Mundial, foi formado um comitê de estudos que contava com renomados expertos de várias escolas marciais modernas, como aiquidô, caratê, judô, quendô e jodô, sem olvidar que conceitos de boxe também foram aproveitados.
Devido à sua eficiência, o método terminou por ser incorporado às forças armadas e de segurança de outros países.